# Polanisia dodecandra
Polanisia dodecandra là một loài thực vật có hoa trong họ Màng màng. Loài này được (L.) DC. miêu tả khoa học đầu tiên năm 1824.

## Hình ảnh

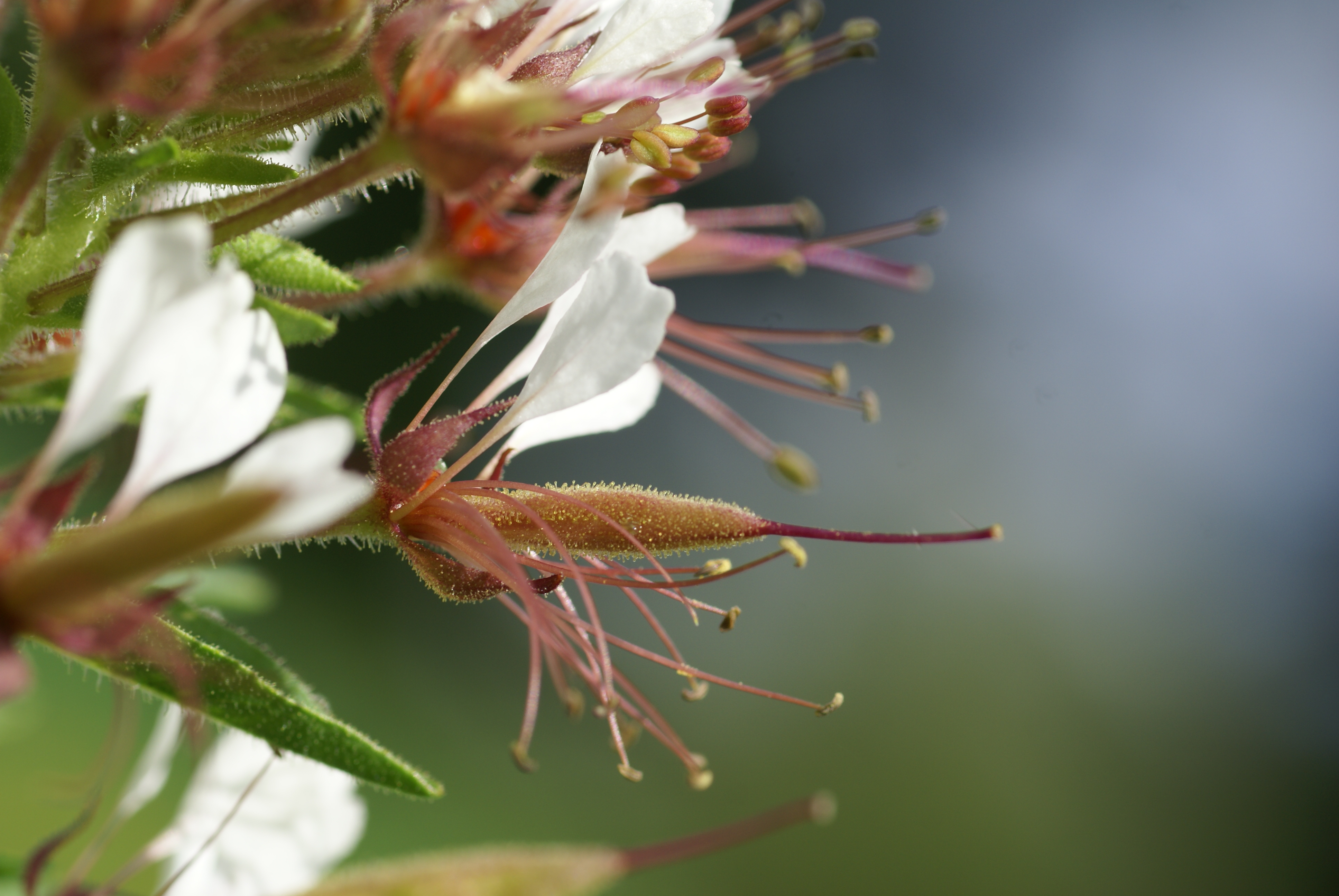
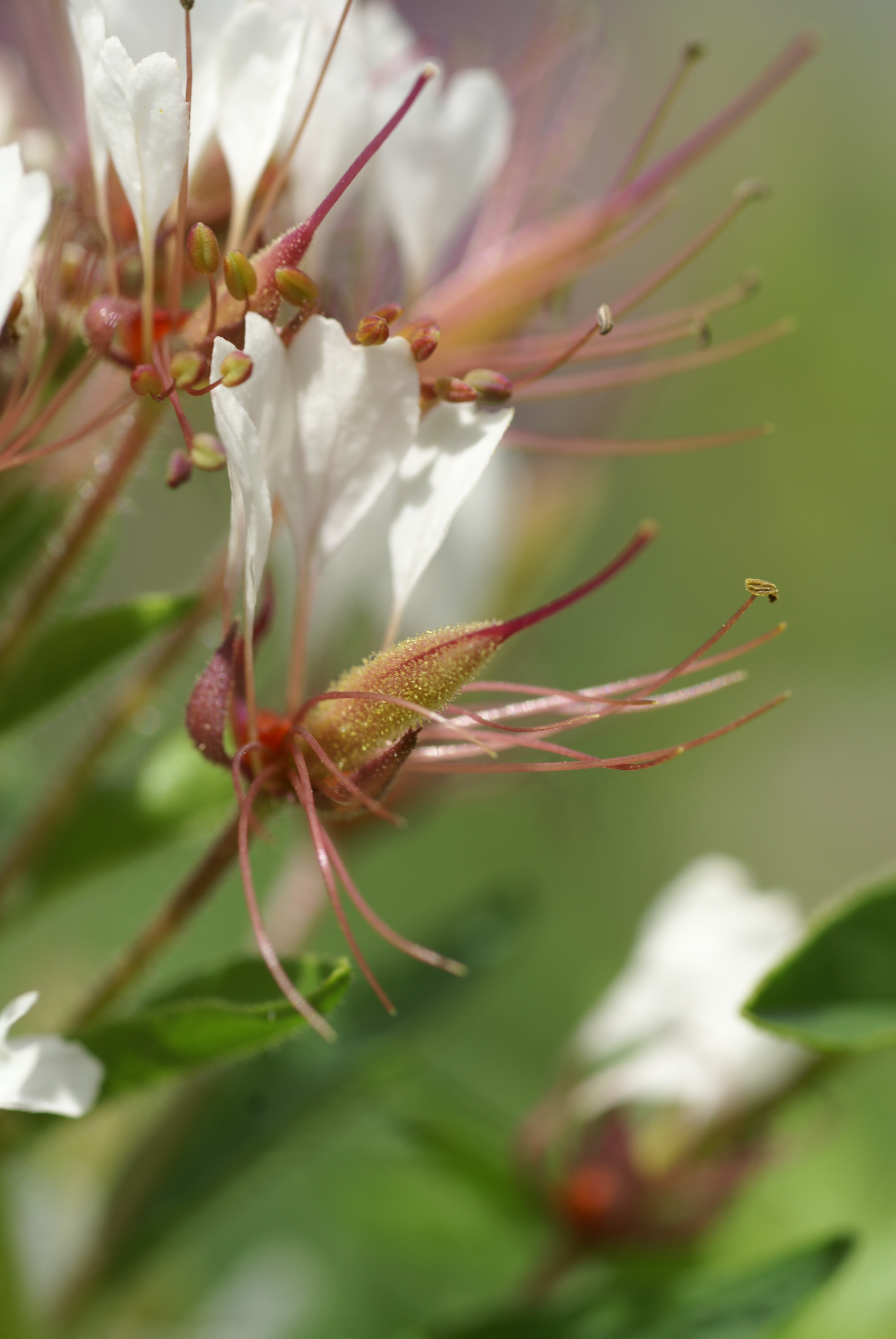
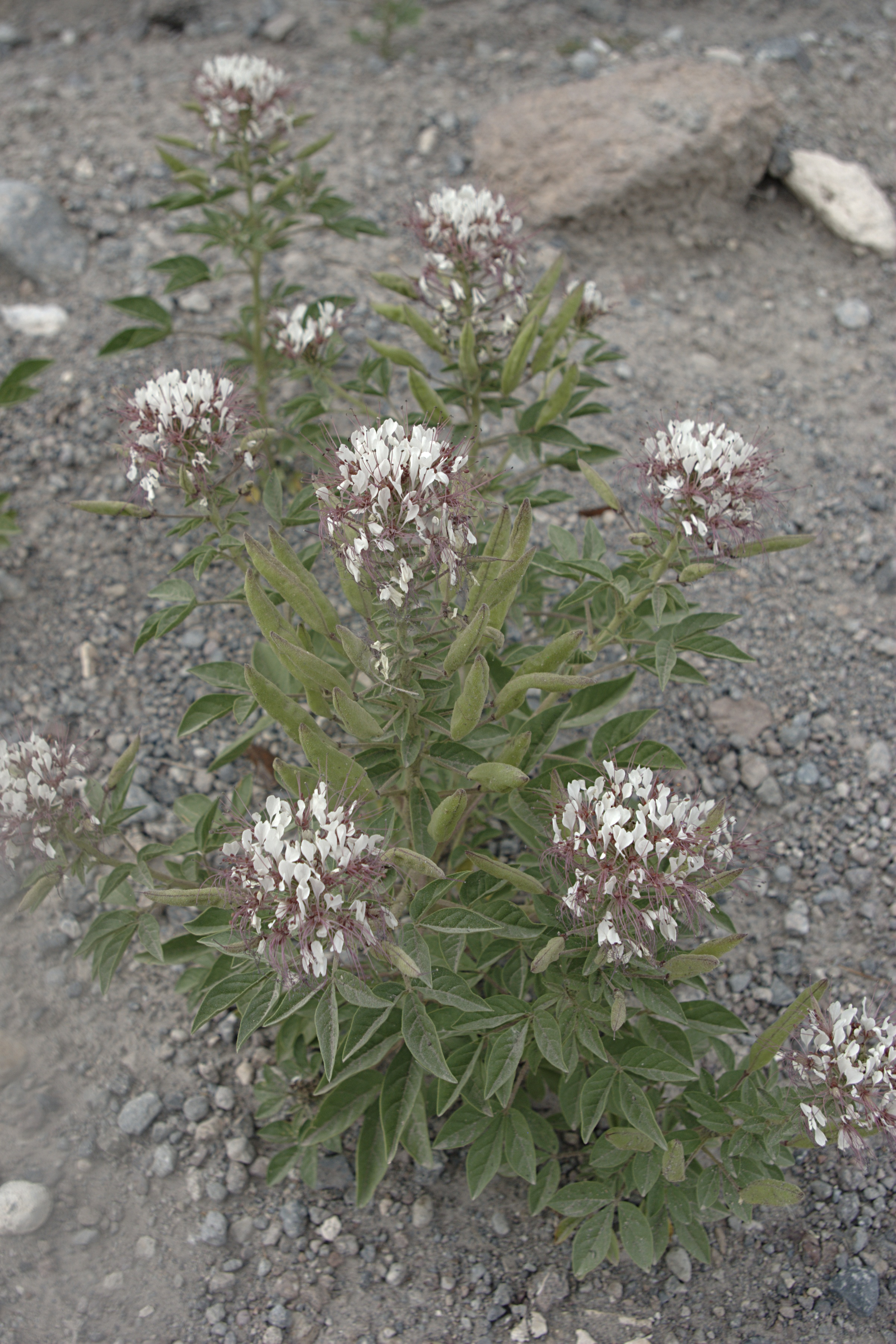
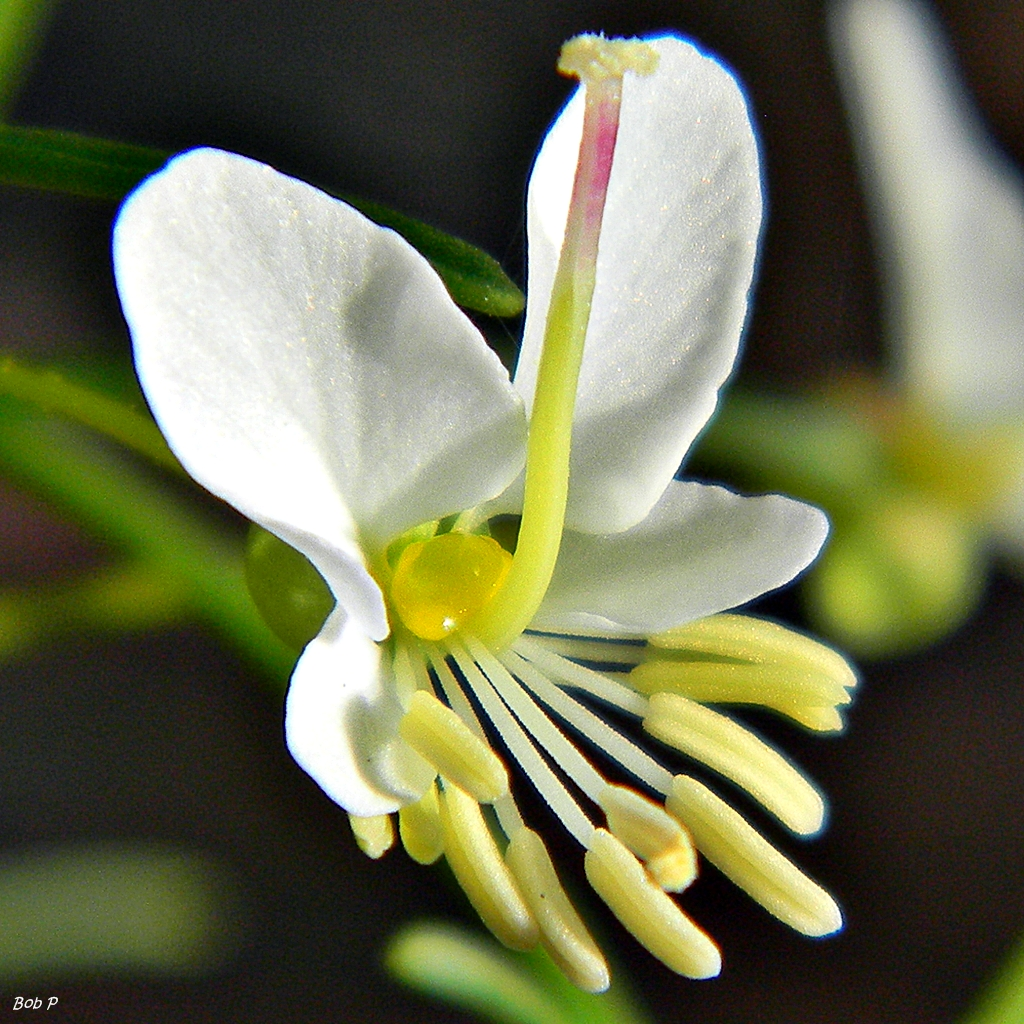